# Majdan Siostrzytowski
Majdan Siostrzytowski (prononciation en polonais : [mai̯dan ɕɔstʂɨˈtɔfski]) est un village de la Trawniki du Powiat de Świdnik, dans la voïvodie de Lublin, à l'est de la Pologne.
Il se situe à environ 23 km à l'est de Świdnik (siège du Powiat) et à 33 km à l'est de Lublin (capitale de la Voïvodie).

## Histoire
De 1975 à 1998, le village est attaché administrativement à l'ancienne voïvodie de Lublin.
Depuis 1999, il fait partie de la nouvelle voïvodie de Lublin.